# Випадкова зустріч (фільм, 1936)
«Випадкова зустріч» — радянська лірична чорно-біла кінокомедія режисера Ігоря Савченка. Прем'єра фільму відбулася 21 жовтня 1936 року. Дебют в кіно Євгена Самойлова.

## Сюжет
На фабрику з виробництва дитячих іграшок, де працює ударниця Ірина, приїжджає новий спортивний інструктор Гриша. Як виявилося, у Ірини — видатні здібності спортсменки-легкоатлетки, і він готує її до всесоюзних змагань у Москві. Молоді люди закохуються й незабаром одружуються. Дізнавшись, що Ірина вагітна, Гриша обурюється — їхні тренування сходять нанівець. Ірина вирішує виховувати дитину сама й іде від чоловіка. Її колеги не залишаються осторонь і всіляко їй допомагають — і як молодій матері, і як спортсменці. Це дає змогу Ірині на змаганнях у Москві посісти перше місце.

## У ролях
- Євген Самойлов —  Гриша
- Галина Пашкова —  Ірина
- Валентина Івашова —  Таня
- Петро Савін —  Петро Іванович
- Іван Соловйов —  Петя «П'ятак»
- Костянтин Нассонов —  директор фабрики

## Знімальна група
- Режисер: Ігор Савченко
- Автор сценарію: Ігор Савченко
- Оператор: Юлій Фогельман
- Художниця: Людмила Блатова
- Композитор: Сергій Потоцький